# Cresporhaphis
Cresporhaphis M.B. Aguirre (kresporafis) – rodzaj grzybów z typu Sordariomycetes.

## Systematyka i nazewnictwo
Pozycja w klasyfikacji według Index Fungorum: Leptosilliaceae, Xylariales, Xylariomycetidae, Sordariomycetes, Pezizomycotina, Ascomycota, Fungi.
Takson utworzył M.B. Aguirre w 1991 roku. Nazwa polska według W. Fałtynowicza.
Niektóre gatunki:
- Cresporhaphis acerina (Rehm) M.B. Aguirre 1991
- Cresporhaphis macrospora (Eitner) M.B. Aguirre 1991 – kresporafis wielkozarodnikowy
- Cresporhaphis muelleri (Duby) M.B. Aguirre 1991 – kresporafis Muellera
- Cresporhaphis pinicola (Samp.) M.B. Aguirre 1991
- Cresporhaphis rhoina M.E. Barr 1993
- Cresporhaphis ulmi Calat. & M.B. Aguirre 2001
- Cresporhaphis wienkampii (J. Lahm ex Hazsl.) M.B. Aguirre 1991 – kresporafis Wienkampa

Nazwy naukowe na podstawie Index Fungorum. Uwzględniono tylko gatunki zweryfikowane. Nazwy polskie według W. Fałtynowicza.